# Нильссон, Маркус (футболист)
Маркус Оке Йенс-Эрик Нильссон (швед. Marcus Åke Jens-Erik Nilsson; род. 26 февраля 1988, Рюдебекк) — шведский футболист и тренер, играл на позиции защитника. Выступал за такие клубы как «Хельсингборг», «Утрехт», «Кальмар», «Флитвуд Таун», «Стабек», «Пхохан Стилерс» и «Эскилсминне». Он также представлял сборную Швеции в разных возрастных категориях.

## Клубная карьера

### «Хельсингборг»
Нильссон родился в Рюдебекк, Швеция. Он начал свою футбольную карьеру в местном клубе своего города, «Рюдебекс». В 2003 году, когда ему было тринадцать лет, Нильссон перешёл в «Хельсингборг». Он продвигался по юношеским командам «Хельсингборга» и в конечном итоге был заявлен за основную команду на сезон 2007 года. В предсезонных матчах первой команды он несколько раз появлялся на поле выходя на замену. 31 марта 2007 года Нильссон попал в заявку на финал Суперкубка Швеции, но он так и вышел на поле в этой игре, «Хельсингборг» проиграл «Эльфсборгу» со счётом 1:0. Однако, 1 мая 2007 года Нильссон получил свой первый шанс сыграть за основную команду под руководством Стюарта Бакстера. Он дебютировал в матче против «Эльфсборга», начав игру в стартовом составе и проведя на поле 70 минут, прежде чем был заменен. Этот матч также закончился поражением со счётом 1:0.После двух игр в сезоне 2007 года, Нильссон подписал контракт с клубом в сентябре того же года.
Во время сезона 2008 года Нильссон старался изо всех сил пробиться в основной состав команды. На позиции центрального защитника уже проявили себя такие игроки, как Йоэль Экстранд, Андреас Гранквист и Самир Белуфа. Однако после ухода Гранквиста и прихода Ханну Патронена, Нильссон получил свой первый шанс. 8 июля 2008 года, против «Гётеборга», он впервые вышел на поле в основном составе и сыграл всю игру, матч закончился вничью 1:1.С июля по октябрь Нильссон несколько раз получал возможность сыграть за первую команду. Однако к октябрю потерял своё место в основном составе и оставался на скамейке запасных до конца сезона. В итоге, в сезоне 2008 года провел двенадцать матчей во всех соревнованиях.
Выступление Нильссона привлекло внимание клубов из разных частей Европы, включая датский клуб «Копенгаген», который проявил интерес к заключению контракта с ним и на какой-то момент рассматривал обмен на Петера Ларссона. Это произошло после того, как «Хельсингборг» начал открытые переговоры с игроком о новом контракте. Слухи о его переходе вызвали положительную реакцию среди болельщиков клуба. Его последний матч за клуб перед переходом состоялся 18 июля 2011 года против «Кальмара», где они одержали победу со счётом 2:1.

### «Утрехт»
12 июля 2011 года Нильссон принял решение перебраться за рубеж, когда он заключил соглашение с футбольным клубом «Утрехт» из «Эредивизи», подписав четырёхлетний контракт. Утверждается, что сумма трансфера составила от 10 до 15 миллионов крон.

### «Кальмар»
31 января 2014 года Нильссон вернулся в Швецию, где присоединился к клубу «Кальмар» на правах аренды до 31 июля 2014 года. Переход был подтвержден на следующий день официально. Нильссон выразил свою радость по поводу перехода в «Кальмар» и указал, что возможность играть в стартовом составе, стали фактором, влияющим на его решение.
Нильссон дебютировал за «Кальмар» в первом матче сезона, где он провел всю игру и помог команде одержать победу со счётом 2:1 над «Броммапойкарной». Его игра убедила руководство «Кальмара» подписать с ним постоянный контракт до конца сезона. Впоследствии, 27 октября 2014 года он забил свой первый гол за клуб в матче против «Мьельбю», который закончился победой «Кальмара» со счётом 2:0. Несмотря на дисквалификации и травмы, Нильссон завершил свой первый сезон в клубе, сыграв двадцать шесть матчей и забив один гол во всех соревнованиях.
В декабре 2015 года Нильссон сообщил руководству «Кальмара», что он покинет клуб.

### «Флитвуд Таун»
В начале февраля 2016 года Нильссон заключил контракт с «Флитвуд Таун» на оставшуюся часть сезона 2015/2016.
Четыре дня спустя после подписания контракта, 7 февраля 2016 года, Нильссон дебютировал в составе «Флитвуд Таун». Он вышел на поле после замены во втором тайме в матче против «Шрусбери Таун», который закончился вничью 0:0. После своего дебютного матча Нильссон стал основным игроком команды, выступая на позиции центрального защитника в следующих одиннадцати матчах. 5 марта 2016 года он забил свой первый гол за «Флитвуд Таун» в матче против «Шеффилд Юнайтед», который завершился со счётом 2:2. Однако позже он потерял место в основном составе и был отправлен на скамейку запасных на оставшуюся часть сезона 2015/16.В конце сезона Нильссон провел тринадцать матчей и забил один гол во всех соревнованиях. После этого клуб решил воспользоваться опцией продление контракта до лета 2017 года.
Тем не менее, через месяц стало ясно, что Нильссон покинет «Флитвуд Таун», поскольку он потерял доверие у Стивена Прессли. Вскоре стало известно, что скандинавские клубы выразили заинтересованность в приобретении игрока.

### «Стабек»
20 июля 2016 года Нильссон присоединился к норвежской команде «Стабек». На официальном сайте клуба было объявлено, что за этот переход была уплачена нераскрытая сумма.
Свой дебютный матч в «Стабеке» Нильссон сыграл 24 июля 2016 года, выйдя в стартовом составе против команды «Тромсё»(2:2). С момента своего дебюта в клубе он проявил себя как важный игрок основного состава «Стабека» до конца сезона 2016 года. Клуб с трудом избежал вылета в двух матчевом противостояние против команды «Йерв», тем самым «Стабек» сохранил своё место в Элитсерии в 2017 году. Несмотря на травму, Нильссон сыграл в тринадцати матчах за клуб. По окончании сезона 2016 года он покинул клуб, 1 января 2017 года.

### «Пхохан Стилерс»
25 января 2017 года, вскоре после ухода из «Стабека», Нильссон присоединился к футбольной команде «Кей-лиги 1» — «Пхохан Стилерс», длительность его нового контракта не была разглашена. К сожалению, из-за полученной травмы он не смог сыграть за клуб, и 2 июня 2017 года его контракт был официально расторгнут по обоюдному согласию. Возвращаясь в Швецию после ухода из клуба, Нильссон рассказал в интервью Expressen о своих планах продолжить свою футбольную карьеру.

### «Эскилсминне»
В марте 2018 года Нильссон получил назначение на должность помощника тренера в команде «Эскилсминне».
Однако Нильссон провел всего один сезон в команде «Эскилсминне» в качестве помощника тренера. После этого он был снят с этой должность, но был зарегистрирован перед сезоном 2019 года в качестве игрока. В предыдущем сезоне 2018 года Нильссон дважды появлялся на поле выходя на замену. В сезоне 2019 года он также сыграл две игры.
В сезоне 2020 года Нильссон первый раз вышел на поле в матче Кубка Швеции против команды «ГАИС», 8 марта 2020 года, проведя на поле 76 минут, тот матч команда проиграла со счётом 4:1. Из-за пандемии сезон 2020 года был прерван, что позволило игроку восстановиться от полученной ранее травмы. После возобновления лиги, Нильссон сыграл только один матч.

## Международная карьера

### Молодежная сборная
Представляя Швецию до 16 лет, Нильссон впервые был приглашен в сборную Швеции до 17 лет в июне 2005 года. Его первый матч в составе сборной до 17 лет состоялся 19 июля 2005 года против сборной Норвегии до 17 лет, команда проиграла со счётом 1:0. За время своего выступления за сборную Швеции до 17 лет Нильссон сыграл пять матчей, забив свой первый гол в ворота сборной Хорватии до 17 лет 24 августа 2005 года.
В декабре 2005 года Нильссона пригласили в состав молодёжной сборной Швеции до 18 лет. Однако его дебют состоялся лишь 8 июня 2006 года против сборной США до 18 лет.
В октябре 2006 года Нильссон получил первое приглашение в молодёжную сборную Швеции до 19 лет. Он дебютировал в победном матче 6 октября 2006 года против Фарерских островов (4:1). Через два дня, 8 октября 2006 года, Нильссон забил свой первый гол за сборную Швеции до 19 лет в победной игре против сборной Исландии до 18 лет (2:0).
В марте 2009 года Нильссон получил своё первое приглашение в национальную сборную Швеции до 21 года. Его дебют состоялся 31 марта 2009 года в матче против сборной Бельгии до 21 года, где сборная одержала победу со счётом 2:1. 12 августа 2009 года Нильссон забил свой первый гол. Этот гол был забит им в победном матче сборной Швеции до 21 года против сборной Дании до 21 года со счётом 4:2.

### Главная сборная
Нильссона впервые вызвали в сборную Швецию в декабре 2010 года. 22 января 2011 года, он дебютировал за национальную команду, в матче против сборной ЮАР (1:1). Это был единственный раз, когда он выступал за национальную команду.

## Личная жизнь
Нильссон состоит в отношениях со своей девушкой Элин. Кроме своего родного шведского языка, он владеет голландским и английским языками.

## Статистика
| Клуб             | Сезон            | Лига             | Лига | Лига | Кубок | Кубок | Еврокубки | Еврокубки | Итого | Итого |
| Клуб             | Сезон            | Дивизион         | Игры | Голы | Игры  | Голы  | Игры      | Голы      | Игры  | Голы  |
| ---------------- | ---------------- | ---------------- | ---- | ---- | ----- | ----- | --------- | --------- | ----- | ----- |
| Хельсингборг     | 2007             | Аллсвенскан      | 2    | 0    | —     | —     | —         | —         | 2     | 0     |
| Хельсингборг     | 2008             | Аллсвенскан      | 12   | 0    | —     | —     | —         | —         | 12    | 0     |
| Хельсингборг     | 2009             | Аллсвенскан      | 25   | 0    | 3     | 0     | 6         | 0         | 28    | 0     |
| Хельсингборг     | 2010             | Аллсвенскан      | 28   | 2    | 5     | 0     | —         | —         | 33    | 2     |
| Хельсингборг     | 2011             | Аллсвенскан      | 16   | 0    | 2     | 1     | —         | —         | 18    | 1     |
| Хельсингборг     | Итого            | Итого            | 83   | 2    | 10    | 1     | 0         | 0         | 93    | 3     |
| Утрехт           | 2011/12          | Эредивизи        | 13   | 0    | 1     | 0     | —         | —         | 14    | 0     |
| Утрехт           | 2012/13          | Эредивизи        | 3    | 0    | 0     | 0     | —         | —         | 3     | 0     |
| Утрехт           | 2013/14          | Эредивизи        | 0    | 0    | 0     | 0     | —         | —         | 0     | 0     |
| Утрехт           | Итого            | Итого            | 16   | 0    | 1     | 0     | 0         | 0         | 17    | 0     |
| Кальмар          | 2014 (аренда)    | Аллсвенскан      | 25   | 1    | 1     | 0     | —         | —         | 26    | 1     |
| Кальмар          | 2015             | Аллсвенскан      | 23   | 0    | 0     | 0     | —         | —         | 23    | 0     |
| Кальмар          | Итого            | Итого            | 48   | 1    | 1     | 0     | 0         | 0         | 49    | 1     |
| Флитвуд Таун     | 2015/16          | Лига 1           | 13   | 1    | 0     | 0     | —         | —         | 13    | 1     |
| Флитвуд Таун     | Итого            | Итого            | 13   | 1    | 0     | 0     | 0         | 0         | 13    | 1     |
| Пхохан Стилерс   | 2017             | Кей-лига 1       | 0    | 0    | 0     | 0     | —         | —         | 0     | 0     |
| Пхохан Стилерс   | Итого            | Итого            | 0    | 0    | 0     | 0     | 0         | 0         | 0     | 0     |
| Эскилсминне      | 2018             | Эттан            | 0    | 0    | 0     | 0     | —         | —         | 0     | 0     |
| Эскилсминне      | 2019             | Эттан            | 2    | 0    | 1     | 0     | —         | —         | 3     | 0     |
| Эскилсминне      | 2020             | Эттан            | 6    | 0    | 1     | 0     | —         | —         | 7     | 0     |
| Эскилсминне      | 2021             | Эттан            | 0    | 0    | 1     | 0     | —         | —         | 1     | 0     |
| Эскилсминне      | Итого            | Итого            | 8    | 0    | 3     | 0     | 0         | 0         | 11    | 0     |
| Всего за карьеру | Всего за карьеру | Всего за карьеру | 168  | 4    | 15    | 1     | 6         | 0         | 189   | 5     |

1. ↑  Матчи в Лиге Европы УЕФА